# هاري أوستين
هاري أوستين (17 أبريل 1892 في المملكة المتحدة - 29 أغسطس 1968 في المملكة المتحدة) (بالإنجليزية: Harry Austin)‏ هو لاعب كريكت بريطاني (وحمل سابقاً جنسية المملكة المتحدة لبريطانيا العظمى وأيرلندا). لعب مع نادي مقاطعة ورسسترشاير للكريكيت ‏ ونادي وارويكشاير للكريكيت ‏.

## وصلات خارجية
- هاري أوستين على موقع إي آس بي آن كريك إنفو (الإنجليزية)